# Alife
Alife é uma comuna italiana da região da Campania, província de Caserta, com cerca de 7.066 habitantes. Estende-se por uma área de 63 km², tendo uma densidade populacional de 112 hab/km². Faz fronteira com Piedimonte Matese, San Potito Sannitico, Dragoni, Alvignano, Sant'Angelo d'Alife, Gioia Sannitica, Baia e Latina.

## Demografia
| Variação demográfica do município entre 1861 e 2011                               |
|                                                                                   |
| Fonte: Istituto Nazionale di Statistica (ISTAT) - Elaboração gráfica da Wikipedia |